# 加古川運動公園陸上競技場
加古川運動公園陸上競技場（かこがわうんどうこうえんりくじょうきょうぎじょう）は、兵庫県加古川市の加古川運動公園にある陸上競技場。球技場としても使用される。
施設は加古川市が所有し、加古川運動公園市民スポーツサービスが指定管理者として運営管理を行っている。

## 施設概要
- 日本陸上競技連盟第2種公認
- トラック：400m×9レーン
- 天然芝グラウンド
- 収容人員：15,275人（メインスタンド：5,275人（座席）、芝生スタンド：10,000人）
- 照明設備：あり
- 電光掲示板
- 市内を貫流し、また市名の由来にもなっている加古川の流れをイメージした青いトラックである。

### 付帯施設
- サブグラウンド：広さ70m×54mでティフトン芝。走路は300m×５レーン（直線６レーン）で全天候型ウレタン舗装。
- 室内練習場：50m×３レーンで全天候型ウレタン舗装。
- トレーニング室、及び機器

## 大規模改修工事
2009年末から、日本陸上競技連盟第1種競技場公認の維持を主な目的とした大規模な改修工事行われた。
具体的な計画としては、
- 陸上トラックのウレタン舗装の更新
- 写真判定装置の更新
- 電光掲示板にコンピューターシステムを導入

が挙げられ、加古川市は新年度一般会計予算案に整備費1億4400万円を計上した。
2018年2月28日に迎える公認期限に合わせて、1種公認更新のため2017年11月6日から2018年3月30日の間、主競技場において改修工事が行われた。
- ウレタン舗装の更新（インフィールド、走高跳ピットを除く）

また、2018年9月3日から2019年4月30日※予定　において主競技場スタンド棟外壁等改修工事、補助競技場改修工事を行う。なお、工事期間中はイベント等は行えないが、トラックの個人利用はできる。

## 過去に開催された主な大会
- 第16回日本ジュニア選手権（2000年）

他に中学生や小学生や高校生の地域大会なども開催されている。
また、中学生の兵庫県大会は当競技場で開催される。